# すだちくんアイス
すだちくんアイスは、徳島県のマスコットであるすだちくんをモチーフとしたご当地アイスクリーム。徳島県商店街振興組合連合会青年部が企画した。

## 概要
徳島県のマスコットキャラクターであるすだちくんの頭部を模したパッケージで売り出したラクトアイス。徳島県商店街振興組合連合会青年部の委託を受け、同県吉野川市山川町にある有限会社マイスター社が製造、徳島県立小松島西高等学校内のベンチャーTOKUSHIMA雪花菜工房がレシピ作成、同校卒業生が運営するNPO法人TOKUSHIMA雪花菜工房が販売を、それぞれ担当する。
お盆に徳島県で開催される阿波踊り期間中に販売したところ、8月12日からの4日間で用意した1,000個を完売した。

## パッケージ
すだちくんの頭部を模したパッケージが使用され、頭頂部分のヘタが取っ手になる。
焼肉店等で提供されるフルーツシャーベットに形状が似ているが、内容物はラクトアイス。またパッケージは食後に貯金箱として活用するための切り込み線がついている。

## 販売店
2012年7月19日時点
- 揚げ立てチュロス専門店 chu chu churros cafe（徳島市東新町1丁目23）
- CHA CHA HOUSE マルナカ店(徳島市西新浜町１丁目6-1)
- 道の駅日和佐（海部郡美波町奥河内寺前493-6）
- その他、徳島県商店街振興組合連合会青年部関連イベント会場にて販売。